# Nguyễn Chu Phác
Nguyễn Chu Phác (1934 – 2016) là một thiếu tướng và nhà văn Việt Nam. Ông từng giữ các chức vụ cục trưởng Cục Nhà trường (Bộ Tổng tham mưu Quân đội nhân dân Việt Nam), phó chủ tịch Hội Tâm lý giáo dục Việt Nam và tổng biên tập tạp chí Nhà trường quân đội.

## Tiểu sử
Ông sinh ngày 15 tháng 08 năm 1934 ở thôn Đa Hòa, xã Bình Minh, huyện Châu Giang, tỉnh Hưng Yên. Ông là đảng viên Đảng Cộng sản Việt Nam và là hội viên Hội Nhà văn Việt Nam (1990). 

## Tác phẩm
- Người qua vùng nắng (tiểu thuyết, 1987)
- Miếu thần Trung (truyện, 1989)
- Hài cốt cuối cùng (tiểu thuyết, 1989)
- Lật ngược đời người (tiểu thuyết, 1991)
- Người bị ma ám (truyện ngắn, 1991)
- Tìm hiểu phương pháp, tiếp cận người theo quan điểm triết học phương Đông (nghiên cứu, 1993)
- Trong chiến hào Điện Biên (truyện ký, 1994)
- Học võ tướng Vũ (truyện ký, 1995)
- Vì con người hãy giúp con người (1995)
- Nhân quả
- Nhân quả không miễn trừ một ai (nhân quả – quyển 2)

## Qua đời
Ông mất ngày 9 tháng 4 năm 2016 tại   Hà Nội và được an táng tại Nghĩa trang quê nhà ở Hưng Yên